# Museo diocesano della cattedrale e cunicoli etruschi di Chiusi
Il Museo diocesano della cattedrale e cunicoli etruschi di Chiusi (Siena) è stato istituito nel 1932 da mons. Giuseppe Conti, vescovo di Chiusi-Pienza (1917 - 1941).
Nel 1984, durante l'episcopato di mons. Alberto Giglioli (1986 - 2000), è stato ampliato e rinnovato secondo i moderni criteri museali.
Nel 1990 è stato ulteriormente ampliato con l'apertura di quattro nuove sale nel palazzo vescovile, per esporre e conservare altre opere provenienti da parrocchie della diocesi di Chiusi, Successivamente è stato aperto il percorso sotterraneo, detto Labirinto di Porsenna, che attraverso i cunicoli etruschi, conduce alla cisterna etrusco-romana e alla salita sulla torre campanaria.

## Percorso espositivo e opere
Il Museo custodisce i reperti archeologici e le opere d'arte provenienti dal territorio diocesano, databili dal II secolo al XX secolo, organizzati su tre piani e divisi in quattro sezioni.

### Prima sezione
In questa sezione sono presentati:
- reperti archeologici, provenienti dalle catacombe di Santa Mustiola e Santa Caterina;
- frammenti di un ciborio, proveniente dalla scomparsa basilica di Santa Mustiola;
- un pavimento in mosaico in bianco e nero, proveniente da un edificio databile tra la fine del IV e gli inizi del V secolo, emerso durante gli scavi nella zona presbiteriale della concattedrale di San Secondiano;
- un'urna cineraria marmorea di epoca augustea;
- un sarcofago in marmo con Scene di battaglia contro i barbari (fine del II e l'inizio del III secolo)

### Seconda sezione
Nella sezione sono conservati arredi sacri e suppellettile liturgica, databili dal XV - XIX secolo, provenienti per la maggior parte dalla concattedrale, fra cui:
- due reliquiari a cofanetto (XV secolo) in legno ed avorio, realizzati dalla bottega degli Embriachi;
- piatto per elemosine con raffigurata la Tentazione di Adamo ed Eva (XV secolo) di bottega tedesca, proveniente dalla chiesa di San Pietro a Macciano;
- reliquiario a busto di Sant'Ireneo (inizio XVII secolo), in legno intagliato e policromo;
- pianeta (XVII secolo) con l'immagine dell’Assunzione della Vergine;
- paliotto (1787), in velluto di seta cremisi, ornato da galloni in filo d'oro e da un coevo medaglione centrale d'argento sbalzato con la Vergine Immacolata, donato dal granduca Pietro Leopoldo per l'altare maggiore del duomo;
- due Angeli reggicandelabro (1789), intagliati da Tommaso Pagliazzi, provenienti dalla cappella del Sacramento della Duomo;
- reliquiario della Santa Croce (XVIII secolo), in lamina d'argento, realizzato nella bottega degli argentieri senesi Bonechi;
- tessuti e paramenti sacri, fra cui due pianete rinascimentali di manifattura fiorentina.

### Terza sezione
In questa sezione sono custodite:
- 21 codici miniati (XV secolo), provenienti dall'Abbazia di Monte Oliveto Maggiore, decorati da pittori come Sano di Pietro, Francesco di Giorgio Martini e Liberale da Verona, commissionati nel 1456 da Francesco della Ringhiera, abate generale dell'Ordine Olivetano.

### Quarta sezione
Questa sezione inaugurata nel 1992 espone opere d'arte e suppellettile liturgica provenienti dal territorio diocesano. Di grande interesse storico-artistico:
- Gesù Cristo crocifisso (XIV-XV secolo) in legno policromo, proveniente dalla parrocchia di Macciano;
- croce d'altare a terminazioni polilobate (inizio XV secolo), che presenta sul recto Gesù Cristo, Maria Vergine, san Giovanni, santa Maria Maddalena e un pellicano; il verso mostra Gesù Cristo benedicente e gli Evangelisti;
- stauroteca (1436), attribuita a Goro di Ser Neroccio, proveniente dalla collegiata della Santissima Trinità di Cetona;
- Madonna col Bambino (1455 - 1460) di Sano di Pietro;
- Madonna col Bambino in trono tra san Giacomo e sant'Andrea apostolo (XVI secolo), attribuita al pittore senese Girolamo di Benvenuto;
- Sacra famiglia con san Giovannino e santa Caterina (inizio XVII secolo) di Vincenzo Rustici;
- paramenti sacri

### Labirinto di Porsenna, campanile e catacombe
Il percorso prosegue con la visita del cosiddetto Labirinto di Porsenna: si tratta di una serie di cunicoli sotterranei etruschi (V secolo a.C.), che in gran parte si snodano sotto il Duomo, collegati con la superficie attraverso pozzi, successivamente interrati. Il "labirinto" (Porsenna è un re etrusco che tradizione letteraria vuole inumato in zona) conduce fino ad una grande cisterna etrusco-romana (I secolo a.C.) e alla salita sulla torre campanaria (XII secolo) a 24 metri di altezza.
Dal museo inizia la visita per la catacomba di Santa Mustiola, per quella più piccola di Santa Caterina d'Alessandria e la cattedrale paleocristiana (VI secolo).